# Съседското момче
„Съседското момче“ (на английски: The Boy Next Door) е американски еротичен трилър от 2015 г. на режисьора Роб Коен, по сценарий на Барбара Къри. Във филма участват Дженифър Лопес, Раян Гузман, Джон Корбет, Иън Нелсън и Кристин Ченоует. „Блумхаус Продъкшънс“ финансира и продуцира филма, в който е заснет за 23 дни в Лос Анджелис и други места в Калифорния в края на 2013 г. Филмът е пуснат на 23 януари 2015 г. в САЩ от „Юнивърсъл Пикчърс“, по-късно е пуснат на Blu-ray и DVD от 28 април.

## Актьорски състав
| Актьор          | Роля                  |
| --------------- | --------------------- |
| Дженифър Лопес  | Клеър Питърсън        |
| Раян Гузман     | Ноа Сандборн          |
| Иън Нелсън      | Кевин Питърсън        |
| Джон Корбет     | Гарет Питърсън        |
| Кристин Ченоует | Вики Лансинг          |
| Лекси Аткинс    | Али Калахан           |
| Хил Харпър      | Директор Едуард Уорън |
| Травис Шулдт    | Итън                  |
| Браян Махоуни   | Купър                 |
| Адам Хикс       | Джейсън Цимер         |
| Франсоа Чау     | Детектив Джони Чу     |
| Бейли Чейз      | Бени                  |

## В България
В България филмът е пуснат по кината на 27 март 2015 г. от „Форум Филм България“.
На 8 октомври 2018 г. е излъчен премиерно по „Би Ти Ви Синема“ в 21:00 ч.